# Casa Bau (Tortosa)
La casa Bau és un edifici modernista de Tortosa (Baix Ebre) protegit com a bé cultural d'interès local.

## Descripció

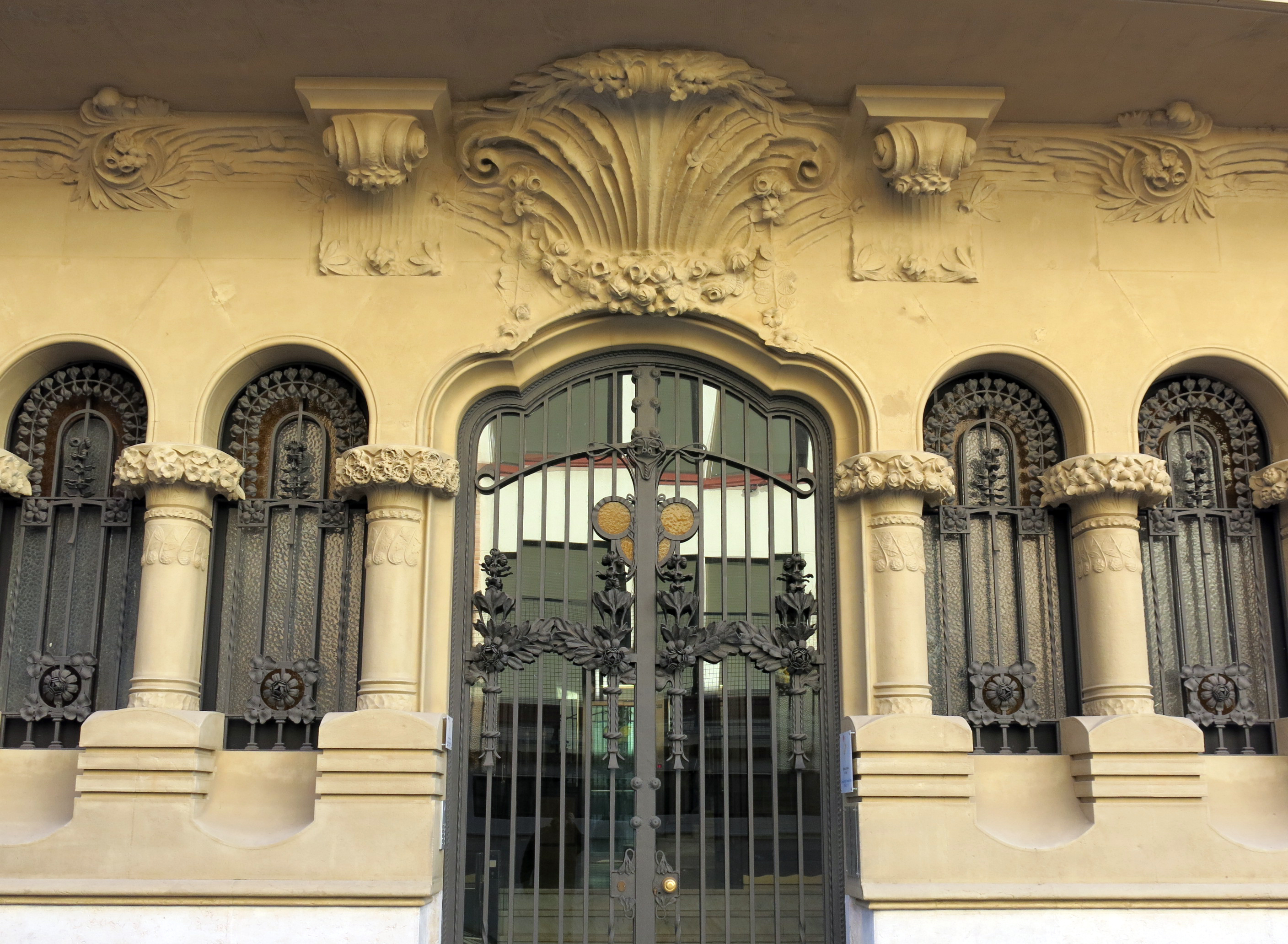
Detall de la planta baixa amb l'entrada

És un edifici entre mitgeres, de planta baixa i quatre pisos d'alçada a la façana principal, ordenada segons un eix de simetria central i rematada per dues torrasses laterals que sobrepassen la darrera planta, coberta per un voladís de teula. Hi destaca la solució de les dues plantes inferiors. A la planta baixa, dues sèries de columnes de fust llis i capitells florals unides per arcs peraltats, una a cada costat del portal d'accés, i un arc trilobat que es repeteix als dos extrems de la façana. Al primer pis presenta una gran tribuna mirador centrada, de caràcter modernista i goticista, amb pinacles, gàrgoles, quadrifolis, etc., sobre mènsules escultòriques amb motius florals, realitzat tot amb pedra, mentre que la resta del parament està arrebossat i pintat. Els dos pisos superiors presenten balconades i tots els buits tenen arcs trilobats. Hi ha un gran treball de ferreria artística, amb motius florals. La façana posterior, al carrer de Sant Joan Baptista de La Salle, presenta a la planta baixa el desenvolupament característic dels magatzems d'oli annexos, i forma una terrassa a la primera planta, on s'alça una peça semicircular envidrada. Els pisos superiors presenten balconades de mitgera a mitgera, amb buits trilobats. A l'interior cal destacar-ne la fusteria i els sostres pintats i decorats amb enteixinats.

## Història

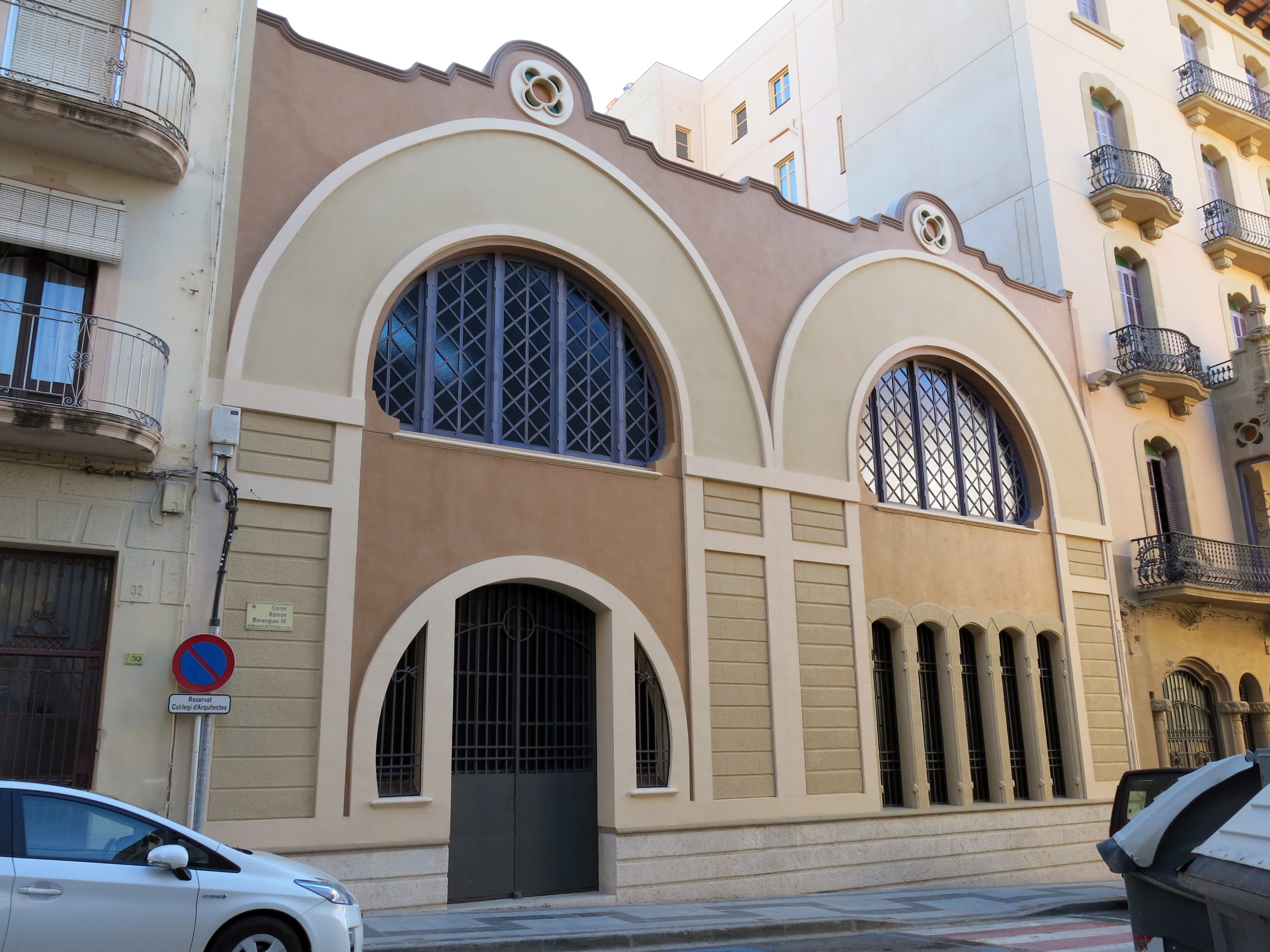
Magatzem d'olis de la casa Bau, a mà esquerra de l'edifici.

Josep Bau i Vergés fou l'impulsor del negoci familiar d'olis que arribaria a tenir caràcter internacional i que després va ser continuat pel seu fill Joaquim Bau i Nolla.
La família Bau va arribar a acumular una considerable fortuna distribuïda entre negocis de característiques diverses. Fou llavors (1912) quan projectà i construí aquesta casa, sobre la línia de la carretera de la Simpàtica. L'edifici va finalitzar-se l'any 1914.
Originàriament l'obra constava de planta baixa i dues d'elevades, amb acabament central (golfes), segons es pot veure als plànols del projecte original, firmats per Muntadas. S'encarregà de les obres l'arquitecte badaloní Joan Amigó i Barriga.
Amb posterioritat a la Guerra Civil espanyola s'hi van afegir dues plantes més i unes torrasses d'acabament, respectant força l'estil anteriorment existent. Els magatzems laterals formen part del projecte original.
A la casa Bau hi té la seu la demarció de l'Ebre del Col·legi d'Arquitectes de Catalunya.